# مقاطعة لنده
مقاطعة لنده (بالفارسية: شهرستان لنده) هي مقاطعة في محافظة كهكيلويه وبوير أحمد في إيران. عاصمة المقاطعة هي لنده. في تعداد عام 2006م، سكان المقاطعة كان 21,151 نسمة في 3,973 عائلة. تنقسم المقاطعة إلى ناحيتين: الناحية المركزية وناحية موغرمون. وفيها مدينة واحدة هي: لنده.